# Eidgenössische Volksinitiative «Für eine massvolle Zuwanderung (Begrenzungsinitiative)»
Die  Schweizer Volksinitiative «Für eine massvolle Zuwanderung (Begrenzungsinitiative)» (teils «Kündigungsinitiative» genannt) wurde am 31. August 2018 von der Schweizerischen Volkspartei (SVP) und der Aktion für eine unabhängige und neutrale Schweiz (AUNS) eingereicht.
Die Volksinitiative wurde lanciert, weil nach Ansicht der Initianten die Bundesversammlung und der Bundesrat die am 9. Februar 2014 angenommene «Masseneinwanderungsinitiative» nicht umgesetzt haben. Die Begrenzungsinitiative sollte die Personenfreizügigkeit verbieten, wie sie namentlich in den bilateralen Verträge zwischen der Schweiz und der EU vorgesehen ist.
Von den im Bundesparlament vertretenen Parteien wurde die Initiative nur durch die SVP, die EDU und die Lega dei Ticinesi unterstützt. Zur Ablehnung empfohlen wurde sie von der CVP, BDP, FDP, GLP, EVP, SP und den Grünen sowie vom Nationalrat (mit 142 zu 53 Stimmen), vom Ständerat (37 zu 5) und vom Bundesrat.
Der Abstimmungstermin vom 17. Mai 2020 wurde wegen der COVID-19-Pandemie auf den 27. September 2020 verschoben. Das Schweizer Volk lehnte die Initiative mit 61,7 % Nein-Stimmen ab. Sie erhielt nur in 4 der 26 Kantonen – Schwyz, Glarus, Appenzell Innerrhoden und Tessin – eine Mehrheit.

## Initiative

### Inhalt
Die Initiative verlangte eine eigenständige Zuwanderungsregelung in die Schweiz ohne Personenfreizügigkeit. Das Freizügigkeitsabkommen mit der Europäischen Union sollte innerhalb eines Jahres durch Verhandlungen aufgelöst, andernfalls einseitig gekündigt werden.

### Initiativtext
Art. 121b Zuwanderung ohne Personenfreizügigkeit
1 Die Schweiz regelt die Zuwanderung von Ausländerinnen und Ausländern eigenständig.

2 Es dürfen keine neuen völkerrechtlichen Verträge abgeschlossen und keine anderen neuen völkerrechtlichen Verpflichtungen eingegangen werden, welche ausländischen Staatsangehörigen eine Personenfreizügigkeit gewähren.

3 Bestehende völkerrechtliche Verträge und andere völkerrechtliche Verpflichtungen dürfen nicht im Widerspruch zu den Absätzen 1 und 2 angepasst oder erweitert werden.
Art. 197 Ziff. 12
12. Übergangsbestimmungen zu Art. 121b (Zuwanderung ohne Personenfreizügigkeit)
1 Auf dem Verhandlungsweg ist anzustreben, dass das Abkommen vom 21. Juni 1999 zwischen der Schweizerischen Eidgenossenschaft einerseits und der Europäischen Gemeinschaft und ihren Mitgliedstaaten andererseits über die Freizügigkeit innerhalb von zwölf Monaten nach Annahme von Artikel 121b durch Volk und Stände ausser Kraft ist.

## Beratungen
Der Bundesrat beantragte der Bundesversammlung im Juni 2019 in seiner Botschaft, die Initiative ohne Gegenvorschlag zur Ablehnung zu empfehlen. In seiner Botschaft anerkannte der Bundesrat zwar, dass die Zuwanderung auch mit Herausforderungen verbunden ist, wies aber darauf hin, dass diesen bereits mit verschiedenen Massnahmen begegnet wird. Er begründete seine Ablehnung zur Hauptsache damit, dass der Wegfall der Freizügigkeit schädliche Folgen für den Wirtschaftsstandort Schweiz hätte und bei einer einseitigen Kündigung die bilateralen Verträge mit der EU über die «Guillotine-Klausel» auch die Vereinbarungen zum Abbau technischer Handelshemmnisse, zum öffentlichen Beschaffungswesen, zur Forschung, zum Luft- und Landverkehr sowie zur Landwirtschaft beenden würden.
Die Konferenz der Kantonsregierungen sprach sich in ihrer Plenarversammlung vom 27. September 2019 gegen die Initiative aus, da diese das Gesamtpaket der bilateralen Verträge und somit den Zugang zum EU-Binnenmarkt gefährden würde. Am 20. Dezember 2019 entschied die Bundesversammlung, Volk und Ständen die Initiative zur Ablehnung zu empfehlen.

## Argumente

### Befürwortende Argumente
Die SVP begründete die Initiative wie folgt:
- Die Schweiz habe die Kontrolle über die Einwanderung verloren. Es gebe zurzeit keine wirkungsvollen Instrumente zur Steuerung und Begrenzung der Einwanderung. Dafür seien in erster Linie der unkontrollierte Zustrom aus der Europäischen Union und die offenen Grenzen verantwortlich.
- Die ungebremste Einwanderung habe negative Folgen und unter anderem folgende Auswirkungen:

- Zuwanderer aus der EU verdrängten Arbeitnehmer aus Drittstaaten, die wiederum nicht in ihre Heimatländer zurückkehrten und die Schweizer Sozialwerke belasteten.
- Strassen und Züge seien überfüllt; Mieten und Bodenpreise explodierten.
- Die Löhne gerieten unter Druck.

### Ablehnende Argumente
Gegen die Initiative wurde ein Komitee aus Politikern der Parteien CVP, BDP, FDP, GLP, Grüne und EVP gegründet. Es wurden unter anderem folgende Argumente vorgebracht:
- Die Initiative verstosse gegen das Freizügigkeitsabkommen mit der EU und würde daher zur Kündigung der gesamten bilateralen Verträge I führen, da diese über eine Guillotine-Klausel miteinander verknüpft seien. So würde auch die gegenseitige Anerkennung von Konformitätsbewertungen wegfallen, weshalb die Folgen für KMUs und exportorientierte Unternehmen schwerwiegend wären.[8] Entsprechend waren auch führende Unternehmer wie Alt-SVP-Nationalrat Peter Spuhler gegen die Initiative.[9]
- Die Initiative verschärfe den Fachkräftemangel in der Schweiz. Die Wirtschaft sei auf die Zuwanderung dringend angewiesen. Dank der Personenfreizügigkeit könnten die fehlenden Arbeitskräfte flexibel und unbürokratisch in EU-Ländern rekrutiert werden.[10]
- Jeden zweiten Schweizer Franken verdiene die Schweiz im Verkehr mit dem Ausland. Das Staatssekretariat für Wirtschaft hielt fest, dass die Öffnung des Schweizer Arbeitsmarktes gegenüber den Staaten der EU und der EFTA der Schweizer Wirtschaft in den vergangenen Jahren ein überdurchschnittliches Wachstum ermögliche.[11]

## Positionsbezüge
Von den in der Bundesversammlung vertretenen Parteien sprachen sich die SVP, die EDU und die Lega dei Ticinesi für die Initiative aus. Abgelehnt wurde sie von der FDP, der BDP, der CVP, der GLP, der EVP, der SP und den Grünen.
Öffentlich gegen die Initiative Stellung bezogen zudem unter anderem der Wirtschaftsdachverband Economiesuisse, der Schweizerische Gewerbeverband, der Schweizerische Arbeitgeberverband, die Gewerkschaften Syna und Unia sowie die gewerkschaftlichen Dachverbände Schweizerischer Gewerkschaftsbund und Travail.Suisse, die Rektorenkonferenz der schweizerischen Hochschulen Swissuniversities sowie der ETH-Rat, der Verband öffentlicher Verkehr und die politische Bewegung Operation Libero. Für die Annahme der Initiative äusserte sich der Verband Avenir 50 plus, der über 50-jährige Erwerbslose, Ausgesteuerte und Sozialhilfeempfänger vertritt, und der Verein Ecopop (Verein Umwelt und Bevölkerung).
Ökonomen versuchten, den Einfluss der bisher praktizierten Personenfreizügigkeit auf die Schweizer Wirtschaft zu bewerten und zu quantifizieren. So gelangte eine britische Studie zur Schlussfolgerung, dass die Wohlfahrt in der Schweiz seit der Personenfreizügigkeit für EU-Einwohner abgenommen hat. Die Mehrheit der Schweizer Ökonomen gelangte zum gegenteiligen Schluss, so eine Studie von economiesuisse. Reiner Eichenberger vertrat die Auffassung, dass diese Studien Folgen der Personenfreizügigkeit wie Verknappung und Verteuerung von Land, Kosten für zusätzliche Infrastruktur und den notwendigen Ausbau des Erziehungssystems sowie für flankierende Massnahmen nicht berücksichtigten.
Die Dachorganisation der Schweizer Hochschulen swissuniversities sprach sich für ein Nein zur Initiative aus. Sie gefährde zwei für die Schweizer Hochschulen wichtige bilaterale Vereinbarungen: die Personenfreizügigkeit und die europäischen Forschungsrahmenprogramme. Ohne Personenfreizügigkeit laufe der Bildungs- und Forschungsplatz Schweiz Gefahr, seine führende Stellung zu verlieren, und ein Ausschluss aus europäischen Forschungsrahmenprogrammen würde Forschungsprojekte in der Schweiz stark behindern.
Die Gegner bezeichneten die Initiative als Kündigungsinitiative und meinten damit, dass das Ende der Personenfreizügigkeit wegen der Guillotine-Klausel zu einem Ende der bilateralen Verträge mit der EU führe. Der Begriff Kündigungsinitiative stammt allerdings von Christoph Blocher, der 2014 erstmals mit einer Kündigungsinitiative drohte und 2016 nachdoppelte, indem er für den Fall, dass es keine Kontingente und Höchstzahlen geben würde, ankündigte: dann werden wir eine Kündigungsinitiative lancieren.

## Meinungsumfragen
| Institut                  | Auftraggeber | Datum              | Ja | Eher Ja | Unentschieden Keine Antwort | Eher Nein | Nein |
| ------------------------- | ------------ | ------------------ | -- | ------- | --------------------------- | --------- | ---- |
| LeeWas GmbH (PDF; 1,8 MB) | Tamedia      | 11. September 2020 | 30 | 3       | 2                           | 3         | 62   |
| gfs.Bern (PDF)            | SRG SSR      | 6. September 2020  | 25 | 10      | 2                           | 13        | 50   |
| LeeWas GmbH (PDF; 1,6 MB) | Tamedia      | 28. August 2020    | 31 | 6       | 2                           | 5         | 56   |
| LeeWas GmbH (PDF; 1,6 MB) | Tamedia      | 11. August 2020    | 33 | 8       | 3                           | 6         | 50   |
| gfs.Bern (PDF)            | SRG SSR      | 9. August 2020     | 24 | 11      | 4                           | 15        | 46   |
| gfs.Bern (PDF; 0,7 MB)    | Interpharma  | 18. Mai 2020       | 13 | 16      | 2                           | 18        | 51   |
| LeeWas GmbH               | Tamedia      | 20. Dezember 2019  | 26 | 9       | 7                           | 10        | 48   |

Bemerkungen: Angaben in Prozent. Das Datum bezeichnet den mittleren Zeitpunkt der Umfrage, nicht den Zeitpunkt der Publikation der Umfrage.

## Volksabstimmung

Abstimmungsergebnisse nach Kantonen

Nachdem der Bundesrat am 18. März 2020 beschlossen hatte, aufgrund der COVID-19-Pandemie auf die Durchführung des ursprünglich für den 17. Mai 2020 geplanten Urnengangs zu verzichten, wurde die Abstimmung auf den 27. September 2020 verschoben.
Das Schweizer Volk lehnte die Initiative mit 61,7 % Nein-Stimmen ab. Sie erhielt nur in vier Kantonen – Schwyz, Glarus, Appenzell Innerrhoden und Tessin – eine Mehrheit.
| Kanton                           | Ja (%)  | Nein (%) | Beteiligung (%) |
| -------------------------------- | ------- | -------- | --------------- |
| Aargau                           | 42,43 % | 57,57 %  | 57,03 %         |
| Appenzell Ausserrhoden           | 43,55 % | 56,45 %  | 63,33 %         |
| Appenzell Innerrhoden            | 54,29 % | 45,71 %  | 57,28 %         |
| Basel-Landschaft                 | 38,60 % | 61,40 %  | 57,54 %         |
| Basel-Stadt                      | 25,35 % | 74,65 %  | 59,82 %         |
| Bern                             | 38,65 % | 61,35 %  | 60,26 %         |
| Freiburg                         | 35,44 % | 64,56 %  | 59,10 %         |
| Genf                             | 31,02 % | 68,98 %  | 54,13 %         |
| Glarus                           | 50,47 % | 49,53 %  | 54,67 %         |
| Graubünden                       | 40,87 % | 59,13 %  | 61,48 %         |
| Jura                             | 31,85 % | 68,15 %  | 59,10 %         |
| Luzern                           | 40,19 % | 59,81 %  | 61,07 %         |
| Neuenburg                        | 28,88 % | 71,12 %  | 54,75 %         |
| Nidwalden                        | 47,63 % | 52,37 %  | 65,46 %         |
| Obwalden                         | 49,08 % | 50,92 %  | 67,36 %         |
| Schaffhausen                     | 43,37 % | 56,63 %  | 70,74 %         |
| Schwyz                           | 53,36 % | 46,64 %  | 63,59 %         |
| Solothurn                        | 41,54 % | 58,46 %  | 57,28 %         |
| St. Gallen                       | 43,27 % | 56,73 %  | 59,38 %         |
| Tessin                           | 53,14 % | 46,86 %  | 60,23 %         |
| Thurgau                          | 44,35 % | 55,65 %  | 57,23 %         |
| Uri                              | 49,56 % | 50,44 %  | 59,55 %         |
| Waadt                            | 29,07 % | 70,93 %  | 41,40 %         |
| Wallis                           | 37,95 % | 62,05 %  | 63,73 %         |
| Zug                              | 39,64 % | 60,36 %  | 65,20 %         |
| Zürich                           | 34,26 % | 65,74 %  | 59,78 %         |
| Schweizerische Eidgenossenschaft | 38,29 % | 61,71 %  | 59,47 %         |